# 이기융
이기융(李基隆, 1667년 ~ 1751년)은 조선 후기의 문신, 유학자이다. 자(字)는 태래(泰來), 호는 신촌(新材), 본관은 우계(羽溪)이다. 경사, 예학에 통달했고 부호군을 역임하였다. 경상북도 봉화군 출신이다.

## 생애
그는 일찍이 경사(經史)에 통달(通達)하고 예학(禮學), 천문(天文), 역학(曆學)에 두루 능통했으나 관직에 나가지 않고 초야에 묻혀 살았다. 그는 안동 지역 유림 대표로 순흥부사 이명희와 함께 조정에 금성대군이 처형된 곳에 금성단 재건을 청하는 소(疏)를 올려 윤허를 받았다. 그리고 그 유허지에 금성대군과 이보흠 등을 모신 단을 세워 단종에 대한 충절을 기념하였다. 후에 노인직으로 통정대부 행용양위부호군을 역임하였다.

## 가족 관계
- 부인 : 이해청
  - 자녀: 성용재(여), 백성규(남)
  - 장남 : 이로(李簵)
  - 차남 : 이첨(李籤)
  - 삼남 : 이훤(李箮)

## 같이 보기
- 금성단
- 금성대군
- 이보흠
- 이수형
- 이대근
- 단종 복위 운동